# Timandra ruptilinea
Timandra ruptilinea là một loài bướm đêm trong họ Geometridae.